# THEモールスシンゴーズ
THEモールスシンゴーズ（ザ・モールスシンゴーズ）は、2004年に結成された日本のロックバンド。

## バイオグラフィー
2004年、高校の同級生を中心に結成された4ピースバンド。メンバーは、ベースボーカルの西田、ギターの白石、なっさい、ドラムの山本。地元名古屋を中心に、大阪、東京でライブ活動を行っている。

## メンバー
- 西田真司 (Vo/Ba)
- なっさい (Gt/Cho)
- 白石哲也 (Gt/Cho)
- 山本勇太 (Dr/Cho)

## ディスコグラフィー
1st mini album 「ダイアグラム」
1.Plastics　
2.7day's diary　
3.アイロニー　
4.ファンタスティック　
5.ハイウェイに乗って　
6.キミノソラ　
7.Buffalo
single 「アイロニーe.p」
1.アイロニー　
2.answer　　
3.それから、　
4.秋の地平
Live CD 「スピカの幻」
1.ハイウェイに乗って　
2.plastics　
3.街は雨
4.7day's diary　
5.にわか雨
single 「八月/雨 ロストソウル」
1.八月/雨　　
2.ロストソウル
mini album 「21」
1.車輪の下　　
2.マイニーマイニー　
3.暗がりの森
4.ボイジャー　
5.糀谷町